# Língua omaha
Omaha–Ponca é uma língua Sioux falada pelos povos Omaha (Umoⁿhoⁿ) do Nebraska e pelos Ponca (Paⁿka) de Oklahoma e Nebraska.  Os dois dialetos apresentam diferenças mínimas, mas seua falantes os consideram como línguas diferentes.

## Uso e revitalização
Existem hoje apenas 60 falantes de Omaha e 25 falantes fluentes, todos com mais de 60; e um punhado de alto-falantes semi-fluente de Ponca.
O Universidade de Nebraska oferece aulas na língua Omaha, Omaha e seu idioma Projeto de Desenvolvimento Curricular (OLCDP) fornece materiais baseados na Internet para aprender a língua.

## Escrita
A escrita latina usada pelos falantes de Omaha-Ponca criada por missionários é bem particular. Apresenta as seguintes letras:
A, B, Ch, Chh*, D, E, En*, G, H, I, In*, J, K, Kh*, M, N, O, On*, P, Ph*, Q, S, Sh, T, Th, Th*, U, W, X, Z, Zh.
- indica que a última letra é sobrescrita

## Fonologia

### Consoantes
|                   | Labial | Dental | Alveopalatal | Velar | Glotal |
| ----------------- | ------ | ------ | ------------ | ----- | ------ |
| Nasal oclusiva    | m      | n      |              |       |        |
| Oclusiva sonora   | b      | d      | dʒ           | ɡ     |        |
| Tenuis oclusiva   | p      | t      | tʃ           | k     | ʔ      |
| Aspirada oclusiva | pʰ     | tʰ     | tʃʰ          | kʰ    |        |
| Ejetiva oclusiva  | pʼ     | tʼ     |              |       |        |
| Fricativa sonora  |        | z      | ʒ            | ɣ     |        |
| Tenuis fricativa  |        | s      | ʃ            | x     |        |
| Glotal fricativa  |        | sʼ     | ʃʼ           | xʼ    |        |
| Aproximante       | w      | lᶞ     |              |       | h      |

### Vogais
| Vogais      | Frontal | Posterior |
| Oral Alta   | i       | u         |
| Nasal Alta  | iⁿ      |           |
| Oral Média  | e       |           |
| Oral baixa  | a       | o         |
| Nasal Baixa | aⁿ      |           |

### Pronúncia
Omaha / Ponca é uma língua tonal que utiliza uma redução de tom (acento) ou um processo de redução que se aplica à segunda de duas sílabas de tom mais alto. Um tom alto reduzido seria um pouco menor do que o tom alto normal wathátʰe /walᶞaꜜtʰe/ "comida", wáthatʰe /waꜜlᶞatʰe/ "mesa". O comprimento da vogal é distintivo em sílabas acentuadas, embora muitas vezes não esteja escrito:. [nãːꜜde] "coração", [nãꜜde] "(dentro da parede" As Vogais Sioux podem ser longas ou curtas.
Omaha Ponca é uma linguagem originada da língua mãe Sioux, mas desenvolveu algumas de suas próprias regras para nasalização e aspiração. O que antes eram alofones da língua Proto-Sioux tornou-se em fonemas na língua Omaha Ponca.
Muitos contrastes na linguagem de Omaha / Ponca são desconhecidos dos falantes do inglês, por exemplo.  Abaixo estão alguns exemplos de pares mínimos para alguns sons que em Inglês seriam consideradas alofones, mas em Omaha / Ponca constituem diferentes fonemas:
| Contraste    | Palavra | Significado  | Palavra  | Significado        |
| ------------ | ------- | ------------ | -------- | ------------------ |
| [p] vs. [pʰ] | [pa]    | cabeça/nariz | [pʰa]    | amargo             |
| [i] vs. [ĩ]  | [nazhi] | sair         | [nazhíⁿ] | permanecer         |
| [t] vs. [tʼ] | [tóⁿde] | terra (solo) | [t’óⁿde] | em outonos futuros |

Em muitas línguas nasalização de vogais é uma parte de assimilação para a próxima consoante, mas em Omaha / Ponca é sempre assimilação. Por exemplo: i ⁿ ⁿ dáthi ga, que significa misterioso, forma-se  a partir de um  / i / nasalizado para alveolar oclusiva. O mesmo ocorre com a palavra i ⁿ Shte, ou seja, por exemplo,  o / i / nasalizado não precisa assimilar a outra nasal. Isso muda completamente no caso de uma fricativa alveolar.

## Uso e revitalização
Existem hoje apenas 60 falantes de Omaha e 25 falantes fluentes, todos com mais de 60; e um punhado de alto-falantes semi-fluente de Ponca.
O Universidade de Nebraska oferece aulas na língua Omaha, Omaha e seu idioma Projeto de Desenvolvimento Curricular (OLCDP) fornece materiais baseados na Internet para aprender a língua.

## Morfologia
Língua Omaha Ponca acrescenta terminações aos artigos definidos para indicar animado/ inanimado, número, posição relativa/ forma.

| Sufixo morfológico | Significado                                    |
| ------------------ | ---------------------------------------------- |
| -kʰe               | objeto inanimado horizontal                    |
| -tʰe               | objeto inanimado em pé                         |
| -ðaⁿ               | objeto inanimado redondo                       |
| akʰá               | agente animado singular                        |
| -amá               | agente animado singular em movimento ou plural |
| -tʰaⁿ              | passivo animado singular em pé                 |
| ðiⁿ                | passivo animado singular em movimento          |
| -ma                | passivo animado plural em movimento            |
| -ðiⁿkʰé            | passivo animado singular sentado               |
| -ðaⁿkʰá            | passivo animado plural sentado                 |

## Sintaxe
As frases Omaha-Ponca são tipo SOV (Sujeito-Objeto-Verbo) 

## Amostra de texto
Parte da primeira batalha entre os Omahas e Ponkas após a morte de Black Bird (ortografia Dorsey)
\op Di´xe e´goñ-biama´. He´gazhi t'a´-biama´. Ga´xthoñ athai´ te ha te´ une´.\op Poñ´ka ama´di ahi´-biama´. Te´ wa´thatai te Poñ´ka ama´. Ki the´-ma she´toñ \op di´xe iñ´choñ giniñ´ te noñpe´hii te Umoñ´hoñ ama´; uki´gthi'age e´goñ moñthiñ´i te.
Português
\ Varíola / eles estavam assim, eles dizem. / Não poucos / eles morreram, dizem. / migração / eles foram /, / búfalo / caçar. /
\ Ponkas / no / eles chegaram, eles dizem. / búfalo / os comeu / Ponkas / a (sub.). / E / estes / tão longe /
\ varíola / agora / recuperado / quando / com fome / Omahas / a (sub.); / Indisposto / pouco / andavam. /
Parte de uma receita para pão de cowboy (wamóskeshúga)
- Wamóskeshóga páxe tamiⁿkʰe.
- Úxpe tóⁿga théde btháska móⁿ.
- Wamóskexóde ózhiha wéthihoⁿ sáthoⁿ, niskiⁿthe, téskamoⁿsenibthípe, ní kí wawégahi shénoⁿ.
- Néxetishóga kʰé unéthe gahá ináthe péde moⁿshíatʰa.
- Thénoⁿ, wamóskexóde ithágahi támiⁿkʰe.
- Wamóskexóde tʰé ózhiha widénoⁿ óbimoⁿ.

Português
- Vou fazer pão de cowboy.
- Eu uso uma tigela grande com um fundo plano.
- Eu uso um saco de cinco quilos de farinha, sal, leite em pó, água e fermento em pó.
- Eu coloco a frigideira na gralha acima do fogo.
- Em seguida, vou misturar a massa.
- Eu derramo metade do saco de farinha na tigela.